# Sarà un bel souvenir
Sarà un bel souvenir è un brano musicale scritto e cantato da Luciano Ligabue, pubblicato come terzo singolo estratto dall'album Lambrusco coltelli rose & pop corn del  1991.

## Il brano
Ballata pop che contiene nell'introduzione una citazione "Amarcord" (un'altra è presente nell'introduzione di I "ragazzi" sono in giro nell'album Buon compleanno Elvis).
Raramente eseguita nei concerti dal vivo, nonostante le richieste, a causa del problematico arrangiamento.

## Il video musicale
Il videoclip, diretto da Daniele Pignatelli, racconta una storia on the road e d'amore tra il cantautore e una ragazza (impersonata da un'attrice ritenuta erroneamente essere la moglie).
- Videoclip ufficiale, su YouTube. URL consultato il 10 gennaio 2015.

Originariamente disponibile solo in videocassetta sull'home video Videovissuti e videopresenti del 1993 è stato in seguito incluso nei DVD Primo tempo del 2007 e Videoclip Collection del 2012, quest'ultimo distribuito solo nelle edicole.

## Tracce
1. Sarà un bel souvenir – 4:45 (Luciano Ligabue)

"'Singolo 12" promo mix"' (Warner Music Italy, PROMO MIX 425). Datato 12.11.1991. Brano presente nel lato b del vinile. Sul lato A il singolo "Lambrusco e Popcorn"

## Formazione
- Luciano Ligabue - voce, chitarra acustica

### Clan Destino
- Gigi Cavalli Cocchi - batteria
- Max Cottafavi - chitarra elettrica
- Luciano Ghezzi - basso
- Giovanni Marani - tastiera